# Resolutie 2024 Veiligheidsraad Verenigde Naties
Resolutie 2024 van de Veiligheidsraad van de Verenigde Naties werd door de VN-Veiligheidsraad unaniem aangenomen op 14 december 2011.
Deze resolutie verbreedde het mandaat van de vredesmacht in de Soedanese regio Abyei nadat Soedan en Zuid-Soedan gezamenlijk toezicht op de grens waren overeengekomen.

## Achtergrond
Al in de jaren 1950 was het zwarte zuiden van Soedan in opstand gekomen tegen het overheersende Arabische noorden. De vondst van aardolie in het zuiden maakte het conflict er enkel maar moeilijker op. In 2002 kwam er een staakt-het-vuren en werden afspraken gemaakt over de verdeling van de olie-inkomsten. Verschillende rebellengroepen waren hiermee niet tevreden en in 2003 ontstond het conflict in Darfur tussen deze rebellen en de door de regering gesteunde janjaweed-milities. Die laatsten gingen over tot etnische zuiveringen en in de volgende jaren werden in Darfur grove mensenrechtenschendingen gepleegd waardoor miljoenen mensen op de vlucht sloegen. In februari 2011 stemde een overgrote meerderheid van de inwoners van Zuid-Soedan in een referendum voor onafhankelijkheid. De regio Abyei, die tussen Noord- en Zuid-Soedan lag, werd echter door beide partijen opgeëist, wat tot veel geweld leidde waardoor meer dan 100.000 inwoners op de vlucht sloegen.

## Inhoud

### Waarnemingen
Met resolutie 1990 had de Veiligheidsraad de UNISFA-vredesmacht opgericht in Abyei.
Op 29 juni was een akkoord bereikt tussen Soedan en Zuid-Soedan over grensbeveiliging.
Op 30 juli hadden beide landen een overeenkomst bereikt over een missie die toezicht moest houden op de grens, als onderdeel van het zogeheten gezamenlijke grensverificatie- en waarnemingsmechanisme.
De twee landen moesten hun grens dringend normaliseren.

### Handelingen
De UNISFA-macht kreeg volgende bijkomende taken ter ondersteuning van het grensverificatie- en waarnemingsmechanisme:
a. De partijen bijstaan in hun toezicht op de door hen overeengekomen gedemilitariseerde zone,
b. De operaties ondersteunen inzake verificatie, onderzoek, toezicht, arbitrage, coördinatie, rapportering, informatie-uitwisseling, patrouilles en beveiliging,
c. Bijstand en advies verlenen bij de coördinatie en planning van het toezicht en de verificatie,
d. Helpen met de kaarten nodig voor het toezicht houden,
e. De verbinding tussen beide partijen faciliteren,
f. Op vraag van de partijen helpen met de ontwikkeling van managementsmechanismen langs de grens,
g. Helpen met het opbouwen van wederzijds vertrouwen.
Soedan en Zuid-Soedan werden opgeroepen UNISFA vrije doorgang te verzekeren in en naar Abyei en de gedemilitariseerde zone en UNISFA hun volle medewerking te verlenen.

## Verwante resoluties
- Resolutie 1997 Veiligheidsraad Verenigde Naties
- Resolutie 2003 Veiligheidsraad Verenigde Naties
- Resolutie 2032 Veiligheidsraad Verenigde Naties
- Resolutie 2035 Veiligheidsraad Verenigde Naties (2012)

Lijst ·  1967 ·  1968 ·  1969 ·  1970 ·  1971 ·  1972 ·  1973 ·  1974 ·  1975 ·  1976 ·  1977 ·  1978 ·  1979 ·  1980 ·  1981 ·  1982 ·  1983 ·  1984 ·  1985 ·  1986 ·  1987 ·  1988 ·  1989 ·  1990 ·  1991 ·  1992 ·  1993 ·  1994 ·  1995 ·  1996 ·  1997 ·  1998 ·  1999 ·  2000 ·  2001 ·  2002 ·  2003 ·  2004 ·  2005 ·  2006 ·  2007 ·  2008 ·  2009 ·  2010 ·  2011 ·  2012 ·  2013 ·  2014 ·  2015 ·  2016 ·  2017 ·  2018 ·  2019 ·  2020 ·  2021 ·  2022 ·  2023 ·  2024 ·  2025 ·  2026 ·  2027 ·  2028 ·  2029 ·  2030 ·  2031 ·  2032